# Stoŭbtsy
Stoŭbtsy (belarusiska: Стоўбцы), även Stolbtsy (ryska: Стоўбцы) är en stad i Belarus. Den ligger i voblasten Minsks voblast, i den centrala delen av landet, 70 km sydväst om huvudstaden Mіnsk. Stoŭbtsy ligger 164 meter över havet och antalet invånare är 16 839.

## Natur och klimat
Terrängen runt Stoŭbtsy är platt. Stoŭbtsy är det största samhället i trakten.
Omgivningarna runt Stoŭbtsy är en mosaik av jordbruksmark och naturlig växtlighet. Runt Stoŭbtsy är det ganska glesbefolkat, med 24 invånare per kvadratkilometer.